# Entre Rios (Santa Catarina)
Entre Rios è un comune del Brasile nello Stato di Santa Catarina, parte della mesoregione dell'Oeste Catarinense e della microregione di Xanxerê.